# Strada regionale 246 di Montecchio Maggiore
La strada regionale 246 di Montecchio Maggiore (SR 246) è una strada regionale del Veneto che ha la funzione di tangenziale per il comune di Montecchio Maggiore. L'opera è gestita dalla Regione Veneto tramite la concessionaria regionale Veneto Strade.
Si tratta di una superstrada a due corsie per senso di marcia, le cui carreggiate affiancano, da ambedue i lati e per tutto il percorso, la Superstrada Pedemontana Veneta, a cui è connessa tramite i caselli di Montecchio Maggiore Sud e Montecchio Maggiore Nord - Arzignano. Congiunge la SP 246 Recoaro a nord dell'abitato di Montecchio Maggiore, con la SR 11 Padana Superiore, la Bretella di Alte Ceccato, variante della SP 500 di Lonigo, e il casello autostradale di Montecchio dell'autostrada A4.

## Storia
Costruita per deviare il traffico dalla SP 246 di Recoaro che attraversava il centro della città, è stata inaugurata nel 2006.
Nel luglio 2016 è stata aperta la Bretella di Alte Ceccato, la variante della SP 500 di Lonigo che dà continuità alla SR 246 e che ha contribuito a deviare il traffico dalla frazione di Alte Ceccato.
Tra il 2017 e il 2023 la tangenziale ha subito diversi lavori di ristrutturazione per adeguarla al passaggio della Superstrada Pedemontana Veneta (SPV); sono state costruite due nuove carreggiate in sostituzione alle vecchie, che sono state riqualificate per essere usate dalla Pedemontana. I lavori sono terminati ufficialmente il 29 dicembre 2023, con l'apertura della nuova tratta della SPV da Malo a Montecchio.
Il 26 giugno 2024 è stato aperto un nuovo casello dell'autostrada A4, posto in una rotatoria tra SR 11 Padana Superiore e la Bretella, che consente al traffico proveniente dall'autostrada di immettersi direttamente sulla tangenziale e viceversa, evitando di passare dalla SP 500 di Lonigo. Il vecchio casello è stato dismesso e sostituito da un centro di manutenzione della società Autostrada Brescia - Padova.

## Tabella percorso
| di Montecchio Maggiore | |     |                                                             |
| Tipo                   | Indicazione | km  | Note                                                        |
|                        | Padana Superiore Montecchio Maggiore - Vicenza - Verona - Montebello Zona Industriale Alte Ceccato Milano - Venezia di Lonigo Lonigo - Brendola di Altavilla Altavilla | 0   |                                                             |
|                        | Venezia - Belluno Treviso (casello di Montecchio Maggiore Sud) | 0,1 | Uscita solo in direzione Nord Entrata solo in direzione Sud |
|                        | Montecchio Maggiore Zona Industriale Via del Lavoro | 0,6 |                                                             |
|                        | Montecchio Maggiore Montorsina Montorso Zona Industriale Montecchio Maggiore                                                                                           | 2,6 |                                                             |
|                        | Montecchio Maggiore Arzignanese Arzignano - Chiampo | 3,7 |                                                             |
|                        | Venezia - Belluno Treviso (casello di Montecchio Maggiore Nord - Arzignano)                                                                                            | 4   | Uscita solo in direzione Nord Entrata solo in direzione Sud |
|                        | di Recoaro Montecchio Maggiore - Recoaro - Valdagno Via San Clemente Tezze                                                                                             | 4,6 |                                                             |